# Ségrégationniste (nouvelle)
Ségrégationniste (titre original : Segregationist) est une nouvelle d'Isaac Asimov publiée pour la première fois en avril 1967 dans le magazine Abbottempo. Elle est disponible en France dans les recueils de nouvelles Jusqu'à la quatrième génération (sous le titre de Ségrégationiste) et Nous les robots.

## Résumé
Dans un avenir proche, le gouvernement a accordé la citoyenneté aux robots et le Bureau de la Mortalité se positionne concernant les opérations à cœur ouvert. Un Sénateur rencontre son futur chirurgien pour étudier deux options d’opération : avoir un cœur de remplacement métallique en alliage de titane, ou en protéine polymère fibreuse complexe. Le Sénateur souhaite obtenir le cœur en métal.
Le chirurgien analyse ensuite ce choix avec un ingénieur médical qui entrevoit un futur dans lequel les humains seront de plus en plus métallisés et où les robots seront de plus en plus conçus avec des matériaux fibreux, voire du sang ; cela gommerait les différences entre les deux variétés d’intelligence sur Terre.
Le chirurgien déclare alors que ce genre d’hybride n’est pas son idéal, ce à quoi l’ingénieur le taxe de ségrégationniste. Il est révélé en fin de nouvelle que le chirurgien est un robot.